# Nummerkonto
Ett nummerkonto är ett bankkonto där information om ägarens identitet är ersatt med ett nummer som är känt enbart av kunden och ett fåtal personer inom banken. Efter att kontoinnehavaren legitimerat sig för att öppna kontot, kan transaktioner genomföras endast genom att uppge det nummer som är knutet till kontot eller en pseudonym.
Generellt sänds ingen information om kontoinnehavare när transaktioner görs till andra kreditinstitut.
Det är möjligt att upprätta ett nummerkonto i bland annat följande länder:
- Schweiz
- Liechtenstein
- Österrike
- Kanalöarna
- Andorra
- Antigua och Barbuda
- Bahamas
- Caymanöarna
- Costa Rica

I några länder (exempelvis Tyskland) finns det ett förbud mot nummerkonton. I andra länder krävs särskilda tillstånd från myndigheter (exempelvis Singapore).
Avgifter för nummerkonton är normalt högre än för vanliga konton.
Nummerkonton kan användas för att undvika att intressenter får kännedom om en individ eller organisations samtliga tillgångar. Exempelvis kan pengar undanhållas skattemyndigheter vid taxering, makar/makor vid skilsmässor, fordringsägare vid konkurser. Nummerkonton kan även användas för att dölja olagligt förvärvade medel, exempelvis från korruption eller annan brottslig verksamhet. 
I de flesta EU-länder är det lag på att bankerna måste uppge kontoinnehavare, saldon och räntor för skattemyndigheten, vilket gör nummerkonton olagliga.